# Santa Maria de Llanera
Santa Maria de Llanera és una església romànica de Torà (Solsonès) inclosa a l'Inventari del Patrimoni Arquitectònic de Catalunya.

## Descripció
Església d'origen romànic, molt transformada, que es va incloure en una construcció (masia) posterior, amb la qual forma ara una unitat. És de planta rectangular coberta amb volta de canó i amb absis quadrat, més estret que la nau, que respon a una reforma posterior. La teulada és de teula àrab amb un ràfec de llosa tot al voltant de la nau. El parament és de carreus ben escairats i força regulars.
L'absis sobre a la nau per mitjà d'un arc de mig punt, esbiaixat, que arrenca d'una imposta trapezoidal. El mur interior que tanca l'absis és també esbiaixat. L'absis té una finestra de doble esqueixada i un arc escarser amb tres grans dovelles.
La porta d'accés és d'arc de mig punt amb grans dovelles; s'hi conserven les pollegueres. La teulada actual és fruit d'una reforma, de manera que els vessants de la teulada quedaren paral·lels al frontis. L'espadanya també era moderna, com també ho era un porxo que precedia l'entrada.